# Cyrtopogon transiliensis
Cyrtopogon transiliensis är en tvåvingeart som beskrevs av Pavel Lehr 1998. Cyrtopogon transiliensis ingår i släktet Cyrtopogon och familjen rovflugor. Inga underarter finns listade i Catalogue of Life.